# Barevný náboj
Barevný náboj, zkráceně též barva, je základním konceptem kvantové chromodynamiky (anglicky Quantum chromodynamics, QCD) – teorie, která popisuje strukturu protonu, neutronu a některých dalších částic, které byly do 60. let 20. století považovány za elementární (přesněji hadronů). Barevný náboj je kvantové číslo, které zajišťuje, že trojice kvarků, z nichž jsou složeny baryony, nebude porušovat Pauliho vylučovací princip. Jediná společná vlastnost, kterou má barevný náboj s pojmem barva v obvyklém smyslu, je, že smísením tří různých barevných nábojů získáme „bezbarvou“ částici. Za normálních podmínek se setkáváme pouze s bezbarvými částicemi, protože za teplot nižších, než je Hagedornova teplota (asi 2 biliony (2.1012) kelvinů) není možná samostatná existence barevně nabitých částic.
Kromě tří barevných nábojů (červený, zelený a modrý) existují ještě tři barevné náboje antikvarků (antičervený, antizelený a antimodrý), které umožňují existenci mezonů – částic složených kvarku a antikvarku. Z antikvarků jsou složeny také částice antihmoty – antibaryony.
Částice, které nesou barevný náboj, na sebe působí silnou interakcí („silnou“ jadernou silou). Tato interakce drží pohromadě jádra atomů, která by se jinak vlivem elektrických sil okamžitě rozpadla. Silná interakce je zprostředkována výměnou gluonů.